# Hydroporus saghaliensis
Hydroporus saghaliensis là một loài bọ cánh cứng trong họ Bọ nước. Loài này được Takizawa miêu tả khoa học năm 1933.